# Albert Dubreucq
Pour les articles homonymes, voir Dubreucq.
Albert Dubreucq, né le 3 juin 1924 à Lille (Nord) et mort le 13 octobre 1995 à Wasquehal, est un footballeur français devenu par la suite entraîneur.

## Biographie
Albert Dubreucq a été milieu défensif dans le club de sa ville natale, le Lille OSC et remporté tous les trophées: remplaçant pour quelques matches mais Champion de France en 1946, il devient titulaire indiscutable de l'équipe à partir de 1947. Il termine alors avec son équipe, quatre fois consécutivement vice-champion de France, mais surtout remporte deux Coupes de France. Il est enfin, sélectionné en équipe de France, le 26 mars 1952, pour un match amical, perdu contre la Suède.
Il est transféré en 1953 au Racing qui évolue alors en Division 2. Les Parisiens sont promus à la fin de la saison.
En 1957, il entame sa reconversion et devient entraîneur-joueur au CA Paris. Il effectue ensuite une carrière d'encadrement technique qui le fait s'occuper de nombreux clubs comme Châteauroux, Calais, Cambrai, Roubaix, Mouscron et Arques.
Il est le père de Serge Dubreucq, devenu également, footballeur au LOSC.

## Palmarès de joueur
- International français A en 1952 (1 sélection)
- International B (4 sélections)
- Champion de France en 1946 avec le Lille OSC
- Vice-Champion de France en 1948, 1949, 1950 et 1951 avec le Lille OSC
- Vainqueur de la Coupe de France 1947 et 1948 avec le Lille OSC
- Finaliste de la Coupe de France en 1949 avec le Lille OSC
- Finaliste de la Coupe Latine en 1951 avec le Lille OSC

## Palmarès d'entraîneur
- Premier du Championnat de France Amateur, groupe Nord  en 1965 avec le Calais RUFC